# Isao Iwabuchi
Isao Iwabuchi (岩淵 功, Iwabuchi Isao, Tochigi, 17 november 1933 – Tokio, 17 november 1933) was een Japans voetballer die als aanvaller speelde.

## Clubcarrière
Iwabuchi begon zijn carrière in 1956 bij Keio BRB. Iwabuchi veroverde er in 1954 en 1956 de Beker van de keizer.

## Japans voetbalelftal
Isao Iwabuchi debuteerde in 1955 in het Japans nationaal elftal en speelde 8 interlands, waarin hij 2 keer scoorde.

## Statistieken
| Japans voetbalelftal | Japans voetbalelftal | Japans voetbalelftal |
| Jaar                 | Wed.                 | Dlp.                 |
| -------------------- | -------------------- | -------------------- |
| 1955                 | 3                    | 1                    |
| 1956                 | 3                    | 1                    |
| 1957                 | 0                    | 0                    |
| 1958                 | 2                    | 0                    |
| Totaal               | 8                    | 0                    |